# Vocalització
Una vocalització és l'emissió de sons vocals, parlats o cantats.

## Lingüística
En el camp de la fonètica, una vocalització és la conversió d'una consonant en una vocal o semivocal, per evolució històrica o bé per alternança sincrònica.
En l'escriptura de tipus abjad, es refereix a l'ús de signes diacrítics per precisar les vocals.

## Interaccions socials
Les vocalitzacions són comportaments socials essencials en nombroses espècies de vertebrats, incloent-hi els humans. Els nounats reconeixen la veu de la mare des de ben aviat (possiblement quan encara són dins l'úter). La veu està associada a processos hormonals complexos, particularment el vincle mare-infant i l'evolució dels comportaments, que impliquen sobretot l'oxitocina (una neurohormona). Un infant estressat consolat només per la veu de la seva mare experimenta un procés hormonal similar al que experimentaria si rebés atenció física. En els humans, la veu pot engegar la producció d'oxitocina, mentre que en les rates cal contacte físic.

## Cant
En el camp de la música, una vocalització és l'acció d'utilitzar la veu, cantar escales, arpegis i trinats amb una sola vocal, sense articular.